# Церковь Санта-Мария-Ассунта (Гуардьяльфьера)
Санта-Мария-Ассунта (итал. La chiesa di Santa Maria Assunta — церковь Вознесения Девы Марии) — древняя римско-католическая приходская церковь, построенная в романском архитектурном стиле в горном городке Гуардьяльфьера, провинция Кампобассо, регион Молизе, Южная Италия.
Церковь на этом месте, которая является самой высокой точкой города, вероятно, существовала уже в IX веке. Храм претерпел многочисленные реконструкции после землетрясений (включая 1456 год) и пожаров. Недавние реставрации церкви удалили часть штукатурки стен, чтобы обнажить старые декоративные элементы. Согласно преданию, в церкви скрыта часть мощей Святого Гауденция, возможно, привезённая из Римини. В крипте церкви до настоящего времени видны фрагменты древней каменной кладки.

## История
Первоначальная церковь Санта-Мария-Ассунта, построенная в средние века на месте, где в древности, вероятно, находился языческий храм, была возведена в ранг кафедрального собора епархии Гуардьяльфьера в 1061 году.
В 1818 году церковь утратила титул кафедрального собора в связи с упразднением епархии Гуардьяльфьера и её присоединением к епархии Термоли папой Пием VII.
Фасад и колокольня были перестроены в 1845 году, а в 1858 году церковь была уменьшена с трёх до одного нефа.